# 타티아나 렌테리아 (레슬링 선수)
타티아나 렌테리아 렌테리아(스페인어: Tatiana Rentería Rentería, 2000년 12월 22일~)는 콜롬비아의 레슬링 선수이다. 2024년 하계 올림픽 자유형 여자 헤비급에서 동메달을 획득했으며 세계 선수권 대회에서 동메달 1개를 획득했다.